# Govern Alternatiu de Catalunya

El Govern Alternatiu de Catalunya és un govern a l'ombra del Govern de Catalunya 2021-2025 presentat per Salvador Illa i Roca, constituït a Barcelona el 6 de juny del 2021, després de les eleccions al Parlament de Catalunya de 2021, en què el Partit dels Socialistes de Catalunya va ser la força més votada, però no va obtenir prou suports per formar govern i accedir a la Generalitat de Catalunya.

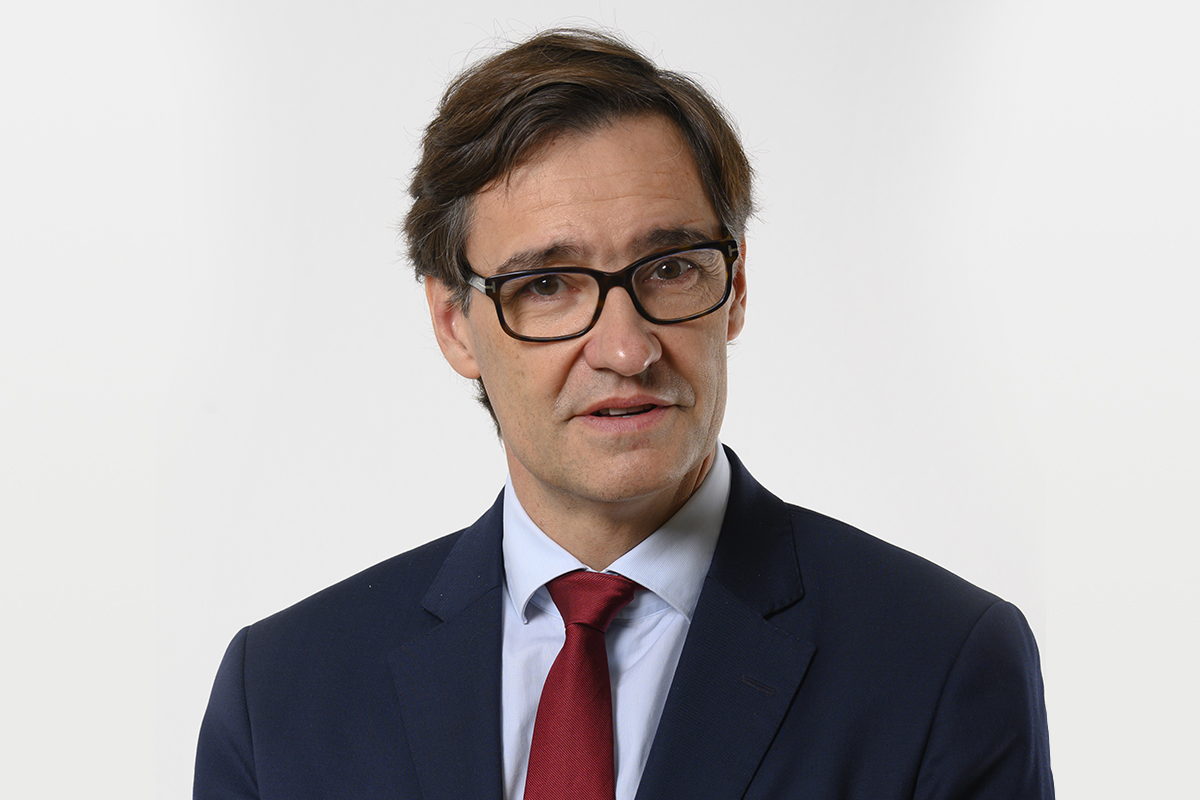
Illa el 2020.

## Composició
La seva composició és la següent:
| Càrrec | Candidat alternatiu          |
| --- | ---------------------------- |
| Diputat al Parlament de Catalunya                                                                                        | Salvador Illa i Roca         |
| Comissionada de Presidència per la Catalunya 2050, per a un desenvolupament sostenible i la lluita contra la desigualtat | Eva Maria Granados Galiano   |
| Comissionat de Presidència per a l'impuls federal, el memorial democràtic i la llei electoral                            | Ferran Pedret i Santos       |
| Conseller d'Afers Socials i Infància                                                                                     | Raúl Moreno Montaña          |
| Conseller d'Infraestructures, Territori i Habitatge                                                                      | Jordi Terrades i Santacreu   |
| Conseller d'Indústria, Empresa, Comerç, Turisme i Agenda Digital                                                         | Òscar Ordeig i Molist        |
| Conseller de Treball | Pol Gibert Horcas            |
| Consellera d'Igualtat | Gemma Lienas i Massot        |
| Consellera d'Educació i Formació Professional                                                                            | Esther Niubó Cidoncha        |
| Consellera de Món Agrari, Pesca, Alimentació i Repte Demogràfic                                                          | Rosa Maria Ibarra i Ollé     |
| Consellera de Transició Ecològica                                                                                        | Sílvia Paneque i Sureda      |
| Consellera de Salut | Assumpta Escarp Gibert       |
| Consellera de Cultura | Rocío García Pérez           |
| Conseller de Justícia | Rubén Viñuales i Elías       |
| Conseller de Seguretat i Convivència                                                                                     | Ramon Espadaler i Parcerisas |
| Consellera de Món Local, Funció Pública i Esport                                                                         | Marta Moreta Rovira          |
| Conseller de Transparència, Govern Obert i Mitjans Audiovisuals                                                          | David Pérez i Ibáñez         |
| Secretària del Govern | Mireya Fuente Martín         |
| Consell Tècnic |                              |
| President del Consell Tècnic                                                                                             | Raúl Moreno Montaña          |
| Secretari d'Economia i Hisenda                                                                                           | Jordi Riba i Colom           |
| Secretària d'Afers Socials i Infància                                                                                    | Mónica Ríos i García         |
| Secretària d'Infraestructures, Territori i Habitatge                                                                     | Eva Candela López            |
| Secretària de Treball | Elena Díaz i Torrevejano     |
| Secretari d'Indústria, Empresa, Comerç, Turisme i Agenda Digital                                                         | Juan Luis Ruiz López         |
| Secretari d'Igualtat | David González Chanca        |
| Secretari d'Educació i Formació Professional                                                                             | Dolors Carreras i Casany     |
| Secretària de Polítiques de Muntanya i Aran                                                                              | Sílvia Romero Galera         |
| Secretari de Transició Ecològica                                                                                         | Joaquim Paladella Curto      |
| Secretari de Salut | Mario García Gómez           |
| Secretària de Seguretat i Convivència                                                                                    | Judith Alcalá González       |
| Secretària de Cultura | Helena Bayo Delgado          |
| Secretari de Justícia | Òscar Aparicio Pedrosa       |
| Secretari de Món Local i Funció Pública                                                                                  | Cristòfol Gimeno Iglesias    |
| Comissionada de Mitjans Audiovisuals                                                                                     | Beatriz Silva Gallardo       |
| Secretària Tècnica d'Infraestructures i Territori i Agenda Digital                                                       | Mireia Dionisio Calé         |